# پیلاتوویچی
پیلاتوویچی (به صربی: Pilatovići) یک منطقهٔ مسکونی در صربستان است که در Požega واقع شده‌است. پیلاتوویچی ۸۰۳ نفر جمعیت دارد.